# San Vicente Arroyo Jabalí
San Vicente Arroyo Jabalí är en ort i Mexiko.   Den ligger i kommunen Santiago Jocotepec och delstaten Oaxaca, i den sydöstra delen av landet, 400 km sydost om huvudstaden Mexico City. San Vicente Arroyo Jabalí ligger 107 meter över havet och antalet invånare är 430.
Terrängen runt San Vicente Arroyo Jabalí är huvudsakligen kuperad. San Vicente Arroyo Jabalí ligger nere i en dal. Runt San Vicente Arroyo Jabalí är det ganska glesbefolkat, med 27 invånare per kvadratkilometer. Närmaste större samhälle är San Antonio las Palmas, 6,6 km väster om San Vicente Arroyo Jabalí. I omgivningarna runt San Vicente Arroyo Jabalí växer i huvudsak städsegrön lövskog.